# Ґейл Керріґер
Ґейл Керріґер (справжнє ім'я письменниці — Тофа Боррегаард; нар. 4 травня 1976, м. Болінасі, Каліфорнія, США) — американська письменниця, що пише переважно в підвиді фентезі — стимпанку, за фахом археолог. «Ґейл Керріґер» (англ. Gail Carriger). У 2010 році отримала нагороду Alex Awards.

## Життєпис
Тофа Боррегаард народилася в 1976 році в Болінасі — некорпорованій громаді в окрузі Марін, штату Каліфорнія. Вона навчався в загальноосвітній середній школі Академії Марін в окрузі Марін, Каліфорнії. Згодом здобула освітній ступінь бакалавра в коледжі Оберлін в Огайо, а потім у 2000 році ступінь магістра наук у галузі археології (англ. Archaeological Materials) в англійському університеті Ноттінгема, а у 2008 році ще один ступінь магістра — в галузі гуманітарних наук з антропології за спеціалізацією «Археологія» в Університеті Каліфорнії у Санта-Крусі.
Керріґер вважає творчість англійських письменників Пелема Вудгауза, Джейн Остін та Чарльза Діккенса найбільшим джерелом власного творчого натхнення з написання творів на тему вікторіанських подорожей

## Письменницька кар'єра
Перший роман «Бездушний» (із серії «Протекторат парасольок») був опублікований у 2009 році видавництвом Orbit Books. Його дія розгортається в альтернативній версії вікторіанської Англії, де вампіри та вовкулаки — часто належать до вищих щаблів суспільства. Головна героїня — Алексія Таработті — жінка без душі. Бути «бездушною» означає, що на неї не діють сили надприродних істот.
Дебютний роман приніс авторці ряд номінацій: на Премію Джона В. Кемпбелла найкращому новому письменнику-фантасту, на меморіальну премію імені Комптона Крука та на премію Локус за вдалий дебют (фіналістка). Книга також була включена до списку рекомендованої літератури журналом Локус, а Американська бібліотечна асоціація відзначила її премією «Alex». Другий роман із серії «Без змін» (англ. Changeless) був опублікований на початку 2010 року та увійшов до списку бестселерів New York Times, як і третій, опублікований у вересні того ж року під назвою «Безгрішна». У 2011 році вийшов четвертий роман серії «Безсердечний», а в 2012 році — п'ятий Поза часом. Серія з п'яти книг була продовжена наприкінці червня 2011 рок книгою Heartless і завершилася книгою Timeless у березні 2012 року.
Ґейл Керріґер була обрана почесною гостею конгресу наукової фантастики FenCon в Далласі, штат Техас, у вересні 2011 року.
Ґейл Керріґер також створила чотирикнижкову серію для молоді «Завершення школи». Випущена разом із «Етикет та шпигунство» вона в лютому 2013 року, миттєво стала бестселером New York Times. Дія серіалу розгортається в тому ж світі, що й серіал «Протекторат парасольки», де представлені персонажі попереднього покоління. У листопаді 2013 року вийшла книга «Реверанси та змови» — друга із серії «Завершення школи». У липні 2012 року було оприлюднено остаточну обкладинку та короткий опис «Етикету та шпигунства» разом із оголошенням про додаткову серію, дія якої відбувається у світі Parasol Protectorate, під назвою «Протокол із заварним кремом». Перший роман серії «Протокол заварного крему» називався «Розсудливість», а за нею — «Необачливість», «Компетентність» та «Стриманість», відповідно. Дія новел «Надприродне товариство» та «Чудово смертельні» також розгортається у Всесвіті парасольки.
Паранормальний романтичний серіал Ґейл Керріґер «The San Andreas Shifters», написаний іменем GL Carriger, був запущений у 2017 році разом із «The Sumage Solution». Сюжет книжкового серіалу, заснованого на її раніше опублікованому оповіданні «Морська біологія», розгортається в її рідному графстві Марін в Каліфорнії.
У Ґейл Керріґер також є науково-фантастичний всесвіт «Зірвані зірки», який розпочався з космічної пригодницької історії «YA» Crudrat. Crudrat був уперше опублікований як аудіокнига у 2014 році, а потім перевиданий у 2022 році. Друга книга у всесвіті — «П'ята стать» була опублікована в 2019 році під іменем GL Carriger.
У письменниці також започаткована космічна трилогія «YA» у цьому всесвіті, серія Tinkered Starsong, яка розпочалася з книги Divinity 36, вперше опублікованої в 2023 році.

### Парасольний протекторат
- Бездушний (2009) США, Orbit BooksISBN 0-316-05663-4, дата публікації 7 жовтня 2009 р., м'яка обкладинка;
- Changeless (2010) США, Orbit BooksISBN 0-316-07414-4, дата публікації 1 квітня 2010 р., м'яка обкладинка;
- Blameless (2010) США, Orbit BooksISBN 0-316-07415-2, дата публікації 1 вересня 2010 р., м'яка обкладинка;
- Heartless (2011) США, Orbit BooksISBN 0-316-12719-1, дата публікації 28 червня 2011 р., м'яка обкладинка;
- Timeless (2012) США, Orbit Books ,ISBN 0-316-12718-3, дата публікації 28 лютого 2012 р., м'яка обкладинка;
- Миле м'ясо (оповідання) (2019), лише електронна книга.

### Новели про надприродне товариство
- Romancing the Inventor, Gail Carriger LLC,ISBN 9781944751067, дата публікації 1 листопада 2016 р., м'яка обкладинка / електронна книга.
- Romancing the Werewolf, Gail Carriger LLC,ISBN 9781944751104, дата публікації 5 листопада 2017 р., м'яка обкладинка / електронна книга.

### Parasol Protectorate (манга)
- Бездушний: манга, т. 1 (2012) США, Yen PressISBN 0-316-18201-X, дата публікації 1 березня 2012 р., м'яка обкладинка на основі Soulless;
- Бездушний: манга, т. 2 (2012) США, Yen PressISBN 0-316-18206-0, дата публікації 20 листопада 2012 р., м'яка обкладинка, на основі Changeless;
- Бездушний: манга, т. 3 (2013) США, Yen Press Дата публікації 19 листопада 2013 р., М'яка обкладинка, на основі Blameless.

### Закінчення школи
- Етикет і шпигунство (2013) США, Little, Brown Books for Young Readers ISBN 0-316-19008-X;
- Curtsies &amp; Conspiracies (5 листопада 2013) США, Little, Brown Books for Young ReadersISBN 978-1907411601;
- Жилети та зброя (4 листопада 2014 р.) ISBN 9780316190275;
- Manners & Mutiny (3 листопада 2015 р.) ISBN 9780316190282.

### Новели з серії «Delightfully Deadly»
- Poison or Protect, Gail Carriger LLC,ISBN 978-1944751043, дата публікації 21 червня 2016 р., м'яка обкладинка / електронна книга;
- Кидай виклик або захищайся, Ґейл Керріґер, ISBN 9781944751432, дата публікації 3 травня 2020 року, м'яка обкладинка / електронна книга;
- Ambush or Adore, Gail Carriger, дата публікації 27 червня 2022 року, м'яка обкладинка / електронна книга.

### Заварний протокол
- Розсудливість (2015)
- Необережність (2016)
- Компетентність (2018)
- Стриманість (6 серпня 2019 р.)

### Кіготь і залицяння
- Як вийти заміж за перевертня, ISBN 9781944751272, дата публікації 13 квітня 2020 р., м'яка обкладинка / електронна книга.

### Shifters San Andreas
- Новела «Морська біологія» (2010) у книзі «Мамонтова книга про паранормальні явища 2»;
- Рішення Сумаджа (2017);
- Заперечення Омеги (2018);
- Enforcer Enigma (1 серпня 2020 року);
- Дилема Драці (готується до друку).

### Всесвіт «The Tinkered Stars».
- Crudrat (Повний аудіо 2014 з Artistic Whispers Productions і Гейл Керрігер, випуск електронної книги / м'якої обкладинки 2022);
- П'ята стать (2019);
- Divinity 36 (2023) Перша книга з трилогії The Tinkered Starsong.

### Коротка форма
- Пісня моєї сестри (2011);
- Морська біологія (2010) у книзі «Мамонтова книга про паранормальні явища 2»;
- Фея Борг (2013);
- Цікава історія перевертня, якого не було, мумії, яка була, і кота в банці (2013) Книга мертвих.

### Інше
- Що сильніше, ручка чи парасолька? стаття (2010) Steampunk II: Steampunk Reloaded;
- Подорож героїні, нон-фікшн, ISBN 9781944751340, дата публікації 25 серпня 2020 року.

## У культурі
- Deathless — рольова гра живої дії для 21 гравця в реальному часі, яку провели на конгресі Phenomenon Role-playing Convention у 2017 році в Канберрі, Австралія, заснована на серії Parasol Protectorate Гейл Керрігер.
- The Curious Case of the Corpsified Contact — рольова гра живої дії для 5 гравців, яку провели на конгресі Phenomenon Roleplaying Convention у 2019 році в Канберрі, Австралія, на основі серії Parasol Protectorate Гейл Керрігер.